# Kipu
A kipu, más néven csomóírás vagy zsinórírás egy tízes számrendszerbeli információtárolási rendszer, melyet az Inka Birodalomban száminformációk tárolására és számolásra használtak.
A kipu segítségével alkalmazott helyi értékes számolás feltehetően a legelső volt a világon.
Mindössze néhány száz kipu maradt ránk, amiket a kipukészítők sírjaiban találtak meg. A spanyol hódítók elpusztították az általuk fellelt kipukat (is). Az alapanyag természetéből következően ezek csak száraz, sivatagos területeken maradtak fenn, tehát az egyéb területeken lévő kipuk természetéről nem tudunk semmit.
A kipukat statisztikai, adminisztratív célokra használták, például az egy-egy élelmiszer raktárban lévő termények mennyiségét rögzítették vele. Számon tartották az adott területen élő lakosság számát és megoszlását: hány férfi, nő, gyerek, idős ember él ott. Ha valahol valamelyik áruból hiány lépett fel, az árunyilvántartások alapján meg tudták állapítani, hogy melyik másik tartományban van az adott áruból nélkülözhető felesleg, így onnan a szükséges árut át tudták helyezni a hiányt szenvedő raktárba.

## Adatrögzítés kipuval
A rögzítést a kipukamajokok, a „csomózott zsinegek őrei” végezték, akik az inka társadalomban adminisztratív szerepet töltöttek be.
A kipu kecsua nyelven csomót jelent. Használati gyakorlatáról Leland L. Locke tudománytörténész már 1923-ban bebizonyította, hogy nem pusztán dekoratív elem, hanem a csomók jelentést hordoznak.
A kipukon lévő számok között az alábbi viszonyokat lehet kimutatni: összeg, egész számok szorzása, egyenlő részekre osztás, osztás nem egyenlő részekre, szorzás tört résszel.

## Történelmi feljegyzések
Már a spanyol hódítók által készített beszámolók is feljegyezték, hogy az inkák fonálról fonálra haladva „kiolvassák” a kiput, de a kódot nem tudták megfejteni.
A kipuk használatának első megbízható leírását Cieza de León spanyol krónikás készítette, aki gyakorlatilag kortársként, a helyszínen szerezte tapasztalatait. Cieza spanyol katona volt és 1547-ben érkezett a helyszínre és napról napra leírta, hogy mit látott és hallott. Megjegyezte, hogy az inka utak jobb minőségűek, mint a rómaiak által építtetett utak Spanyolországban.
Pedro Cieza de León leírásainak első része 1553-ban jelent meg, a második rész 1880-ban és a harmadik rész 1946-ban.
Az első két rész legjobb angol fordításának szerzője Harriet de Onís.(Victor Wolfgang von Hagen, ed., The Incas of Pedro de Cieza de León  - Norman: University of Oklahoma Press, 1959).

## A kipu leírása
A kipu egyedi zsinórjai egyetlen "fő", tartó zsinórhoz vannak rögzítve, arról lógnak le. A tartó zsinór általában jóval vastagabb a többinél. A fő zsinórhoz hurokkal kapcsolódik minden függőleges zsinór, ami mindig két szálból áll, amik egymáshoz vannak sodorva. A zsinórok különböző hosszúságúak és csomóban végződnek. A fő zsinór is hurokkal kezdődik és csomóban végződik, ez egyúttal az irányát is megadja. Az egyes zsinórok között a távolság nem egyforma. Egy tartó zsinóron függő zsinórok száma változó, lehet három, de akár több ezer is. Egyes zsinórokhoz további zsinór(ok) kapcsolódhat(nak). Ezeket mellékágnak nevezik.
A szálak különböző színűre vannak festve. Esetenként különböző színű szálakat sodortak össze, ami vagy váltakozó színű zsinórt eredményezett vagy kevert színűt. Az is lehetséges volt, hogy a zsinór egyfajta színnel kezdődött, majd egy másik színnel folytatódott. Több száz színkombináció volt lehetséges.
Az egymás mellett szorosan lévő csomók darabszáma egy tízes alapú, helyi értékes számot jelöl. A fő zsinórhoz legközelebb van a legnagyobb helyi érték. A nullát az jelentette, hogy az adott pozícióban nem volt csomó.
Ha szükséges volt, egy zsinóron több számot is elhelyeztek, amiket "hosszú csomóval" vagy "nyolcas hurokkal" választottak el, így tudni lehetett, hogy az egyes csomók melyik számhoz tartoznak.